# دیولا راکوشی
دیولا راکوشی (مجاری: Gyula Rákosi؛ زادهٔ ۹ اکتبر ۱۹۳۸) بازیکن و مربی فوتبال اهل مجارستان بود.
از باشگاه‌هایی که در آن بازی کرده‌است می‌توان به باشگاه فوتبال فرنتس‌واروش اشاره کرد.
وی همچنین در تیم ملی فوتبال مجارستان بازی کرده‌است.